# Simpson (Luizjana)
Simpson – wieś w Stanach Zjednoczonych, w stanie Luizjana, w parafii Vernon.